# Dân Chủ, Hòa An
Dân Chủ là một xã thuộc huyện Hòa An, tỉnh Cao Bằng, Việt Nam.

## Địa lý
Xã Dân Chủ nằm ở phía tây bắc huyện Hòa An, có vị trí địa lý:
- Phía đông giáp xã Đức Long và xã Nam Tuấn
- Phía tây và phía bắc giáp huyện Hà Quảng
- Phía nam giáp xã Đức Long và xã Trương Lương.

Xã Dân Chủ có diện tích 55,71 km², dân số năm 2019 là 4.957 người, mật độ dân số đạt 89 người/km².
Sông Bằng chảy dọc từ bắc xuống nam xã Dân Chủ. Xã có núi Pò Mì cùng mỏ sắt Ngườm Cháng. Tỉnh lộ 204 chạy qua xã, nối đến thị trấn Nước Hai và thành phố Cao Bằng, trên tuyến đường có đèo Mã Quỷnh.

## Lịch sử
Sau năm 1975, Dân Chủ là một xã thuộc huyện Hòa An.
Đến năm 2019, xã Dân Chủ được chia thành 23 xóm: Mỏ Sắt, Bó Nình, Nà Đán, Danh Sỹ, Nà Nhừ, Lũng Tao, Nà Sẳng, Pác Bó, Nà Phia, Min Sáng, Bản Sỉnh, Bản Mạ, Bản Dủa, Bản Chang, Đoỏng An, Bản Hóa, Nà Mèo, Khuổi Bốc, Lũng Lạ, Lũng Lìu, Hoàng Súm, Kéo Thin, Phiắc Cát.
Ngày 9 tháng 7 năm 2020, Ủy ban nhân dân huyện Hòa An, tỉnh Cao Bằng ban hành Thông báo số 55/TB-UBND về việc:
- Sáp nhập hai xóm Bó Nình và Nà Đán vào xóm Mỏ Sắt
- Sáp nhập xóm Nà Mèo vào xóm Bản Hóa
- Sáp nhập xóm Đoỏng An vào xóm Bản Chang
- Sáp nhập hai xóm Nà Sẳng và Nà Phia vào xóm Pác Bó
- Sáp nhập hai xóm Min Sáng và Bản Sỉnh thành xóm Tân Cường
- Sáp nhập xóm Bản Dủa vào xóm Bản Mạ
- Sáp nhập hai xóm Lũng Lạ và Lũng Lìu thành xóm Cao Sơn
- Sáp nhập xóm Kéo Thin vào xóm Hoằng Súm.

## Hành chính
Xã Dân Chủ được chia thành 13 xóm: Bản Chang, Bản Hóa, Bản Mạ, Cao Sơn, Danh Sỹ, Hoằng Súm, Khuổi Bốc, Lũng Tao, Mỏ Sắt, Nà Nhừ, Phiắc Cắt, Pác Bó, Tân Cường.